# Екскувити
Екскувитите (на латински: Excubitores, "вдигнатите от леглата") е малка дворцова стража във Византийската империя. Те са наемани от император Лъв I Тракиец сред исаврийските планински племена, като заместват схолариите. През VII век екскувитите се парадна войска, но формированието е възродено като по-голям активен елитен полк при Константин V през 760-те години. Екскувитите не се споменават след XI век.